# Partido de la Unión Boliviana
El Partido de la Unión Boliviana (PUB) fue un partido político boliviano que se definía a sí mismo como un partido de «centroizquierda democrática nacionalista revolucionaria», aunque algunos autores lo señalan como un partido de derecha.  Fue fundado como una continuación del Partido Unión Nacional Sucrista, y entre sus integrantes estaban policías que habían apoyado la Revolución de 1952. Se caracterizó también por presentar numerosas candidatas mujeres, en contraposición al resto de partidos políticos bolivianos, dominados en ese entonces por hombres.
El partido presentó en las elecciones generales de 1979 la candidatura presidencial de Walter Gonzáles Valda y vicepresidencial de Benjamín Saravia Ruelas, quien obtuvo 18 976 votos (1,29% del voto nacional) y obtuvo un escaño en la Cámara de Diputados, ocupado por Mario Amézaga Antezana. Al año siguiente también participó de las elecciones generales —con Walter Gonzáles Valda nuevamente como candidato presidencial y Norma Vespa de Rivera como candidata vicepresidencial— y obtuvo 16 380 votos (1,25% de los votos).
El 30 de octubre de 1980 fue uno de los fundadores del «Frente Revolucionario de Unidad Nacionalista» (FRUN) junto con Centro Nacionalista (CN), el Partido Barrientista Auténtico (PBA) y la Confederación Campesina Nacionalista de Bolivia; la agrupación tuvo escasa trascendencia política y fue disuelta posteriormente.
En 1982, el liderazgo colectivo del partido consistía de Walter Gonzáles Valda, Hernán Ichazo Gonzáles, Francisco Silva y Napoléon Calvimontes.